# 澳洲茄
澳洲茄（学名：Solanum aviculare）为茄科茄属下的一个种。大洋洲原产。是提取索拉索丁(Solasodine)的一种理想原料。

## 特征
澳洲茄为常绿灌木，其叶分为三叉，叶脉则为紫色或棕褐色，其花为紫色。浆果红色